# Gulou, Xuzhou
Gulou är ett härad i Kina.   Det ligger i prefekturen Xuzhou Shi och provinsen Jiangsu, i den östra delen av landet, 600 km söder om huvudstaden Peking.